# Lila Kedrova
Lila Kedrova (Petrograd, 9 oktober 1918 - Sault Ste. Marie, 16 februari 2000) was een Franse actrice van Russische afkomst. Ze bouwde een bijna zestig jaar durende carrière uit.

## Leven en werk

### Afkomst en opleiding
Kedrova werd geboren in een erg muzikaal gezin. Haar ouders waren alle twee operazangers. Haar vader was ook componist en leider van een vocaal mannenkwartet. Haar moeder was verbonden aan het Mariinskitheater in Sint-Petersburg. Ook haar oudere broer was zanger en componist.
De familie ontvluchtte bolsjevistisch Rusland in 1922. Eerst kwamen ze terecht in Berlijn. In 1928 vertrokken ze naar Parijs waar haar ouders werk vonden in de muzieksector.
De acteermicrobe had Kedrova al vroeg te pakken. Toen ze veertien jaar was trok ze op met een rondtrekkend toneelgezelschap van Russische expats van het Moskous Kunsttheater. Later volgde ze toneellessen bij acteur-regisseur Pierre Valde die haar later regisseerde in haar eerste toneelstukken en met wie ze toen trouwde. 

### Film

#### Debuut
Kedrova debuteerde in 1938 in  Ultimatum (laatste film van de Duitse filmpionier Robert Wiene) aan de zijde van Erich von Stroheim en Dita Parlo. Dit Eerste Wereldoorlogsdrama had als achtergrond de moord op Frans Ferdinand van Oostenrijk.

#### Franse film
Vijftien jaar later startte haar carrière in Frankrijk pas echt. Vermeldenswaardig waren onder meer twee Jean Gabinfilms: de misdaadfilm Razzia sur la chnouf (1955) waarin ze een drugsverslaafde speelde en het drama Des gens sans importance (1956). 
In Montparnasse 19 (1960) belichaamde Kedrova de Poolse aristocratische Anna Zborowska die, samen met haar man, een dichter en  kunsthandelaar, heel wat heeft bijgedragen tot de erkenning van het talent van Amedeo Modigliani.
Ze bleef meedraaien in de Franse filmwereld tot 1964. Na tien jaar onderbreking nam ze haar plaats weer in in de tweede helft van de jaren zeventig.

#### Engelstalige film
Kedrova had reeds een twintigtal Franse films achter de rug toen Michael Cacoyannis haar belde om te vragen of ze Simone Signoret na een week opnames kon vervangen in de rol van madame Hortense, een Franse oorlogsweduwe, courtisane en hoteluitbaatster in zijn tragikomedie Zorba de Griek (1964). Ze hield aan haar vertolking een Oscar voor beste vrouwelijke bijrol over. Daarna werd Kedrova ook voor Engelstalige films gevraagd. In de avonturenfilm A High Wind in Jamaica (1965) vertolkte ze een goedhartige madam. Alfred Hitchcock castte haar in zijn tijdens de Koude Oorlog gesitueerde spionagefilm Torn Curtain (1966) als een in ballingschap levende Poolse gravin. In 1970 verscheen Kedrova opnieuw in een Koude Oorlog-spionagefilm: John Hustons The Kremlin Letter. 
In het drama Rak (1972) vertolkte ze een rijpe vrouw van Russische afkomst wiens zoon haar verwijgt dat ze kanker heeft. Haar rol van een ten dode opgeschreven zieke was een voorafspiegeling van wat een van haar mooiste filmrollen zou worden: de terminaal zieke oudere vrouw in Tell Me a Riddle (1980). Dit ontroerend drama over een ouder wordend en wat verbitterd joods migrantenechtpaar, was de eerste langspeelfilm van actrice Lee Grant. Kedrova vertolkte de vrouw van Melvyn Douglas (zijn laatste rol) die haar verzwijgt dat ze een ongeneeslijke kanker heeft en haar op reis meeneemt om een laatste keer hun kinderen te bezoeken.

#### Italiaanse film
Geleidelijk verscheen Kedrova ook in Italiaanse films. De misdaadfim Maigret a Pigalle was de eerste van acht films. Aan de zijde  van Gino Cervi, in zijn enige vertolking van commissaris Maigret op het witte doek, gaf zij kleur aan een ex-prostituee die met haar man een cabaret uitbaat.

#### Typische rollen
Op iets rijpere leeftijd viel Kedrova op door haar vertolkingen van uitbaatsters van bars en hotels, madams en ex-hoeren, moederfiguren en, vooral, excentrieke en gekke dames zoals 
- madame Grenier, een madam van een bordeel die samen met haar meisjes de résistance bijstaat in de komedie Soft Beds, Hard Battles (1974),
- gravin Mafalda, de bezitterige en dominante moeder die bij haar zoon, een gevorderde dertiger, een sterk Oedipuscomplex veroorzaakt in de komedie Alla mia cara mamma nel giorno del suo compleanno (1974),
- gravin Cappelli, geschiedkundige en aanhangster van de esoterie in de horrorfilm Il medaglione insanguinato (1975),
- madame Gaderian, de griezelige buurvrouw met kreupele dochter van titelrolspeler Roman Polanski in diens horrorthriller The Tenant (1976),
- Sonia Tovalski, de exuberante moeder, een Russische migrante, van Romy Schneider in het drama Clair de femme (1979).

### Toneel

#### Franstalig
Kedrova was regelmatig op de planken te zien. In 1945 maakte ze haar debuut in Parijs en bleef daar jarenlang spelen. Het eerste toneelstuk waarin ze aantrad was een toneelbewerking van De gebroeders Karamazov van haar landgenoot Fjodor Dostojevski. Daarna werkte ze mee aan de opvoering van stukken van belangrijke vertegenwoordigers van het theater van de twintigste eeuw, zoals John Millington Synge, Arthur Miller, Marcel Aymé, Tennessee Williams, Jean Anouilh en Jean Cocteau. Ze werd geregisseerd door onder meer Pierre Valde, André Barsacq, Peter Brook, Pierre Fresnay en Jean Marais. 

#### Engelstalig
In 1967 ging Kedrova spelen in Engeland waar ze veel succes oogstte in de Londense West End. Ze vertolkte er de hoofdrol in Tsjechovs De kersentuin. Het jaar daarop maakte ze deel uit van de cast die de wereldpremière bracht van de musical Cabaret. Nog in de West End was ze te zien in de musical Gigi (1983), gebaseerd op de gelijknamige film van Vincente Minnelli (op zijn beurt gedraaid naar de gelijknamige roman van Colette). Ze nam ook een hoofdrol voor haar rekening in de herneming van de musical A Little Night Music (1989). 
In Broadway vertolkte ze in 1983, opnieuw naast Anthony Quinn en even succesrijk, madame Hortense in de musicalversie van Zorba the Greek.

### Televisie
Af en toe verscheen Kedrova op het kleine scherm.

### Privéleven
Kedrova trouwde een eerste keer met Pierre Valde (1907-1977), de acteur-regisseur bij wie ze acteerlessen had gevolgd.
In 1968 trouwde Kedrova voor de tweede keer, met de Canadese toneelregisseur Richard Howard (1932-2017). 
Kedrova overleed in 2000 op 81-jarige leeftijd aan een longontsteking en dit nadat ze een lange strijd had gevoerd tegen de ziekte van Alzheimer.

## Filmografie (ruime selectie)
- 1938 - Ultimatum (Robert Wiene en Robert Siodmak)
- 1954 - Le Défroqué (Léo Joannon)
- 1954 - Le Grand Jeu (Robert Siodmak)
- 1954 - Les Impures (Pierre Chevalier)
- 1955 - Razzia sur la chnouf (Henri Decoin)
- 1955 - Futures Vedettes (Marc Allégret)
- 1956 - Des gens sans importance (Henri Verneuil)
- 1956 - Calle Mayor (Juan Antonio Bardem)
- 1957 - Jusqu'au dernier (Pierre Billon)
- 1957 - Ce joli monde (Carlo Rim)
- 1958 - Montparnasse 19 (Jacques Becker)
- 1959 - La Femme et le Pantin (Julien Duvivier)
- 1963 - Kriss Romani (Jean Schmidt)
- 1964 - La Mort d'un tueur (Robert Hossein)
- 1964 - Zorba de Griek (Michael Cacoyannis)
- 1965 - A High Wind in Jamaica (Alexander Mackendrick)
- 1966 - Torn Curtain (Alfred Hitchcock)
- 1966 - Penelope (Arthur Hiller)
- 1967 - Maigret a Pigalle (Mario Landi)
- 1969 - Il Suo modo di fare (Franco Brusati)
- 1970 - The Kremlin Letter (John Huston)
- 1971 - A Time for Loving (Christopher Miles)
- 1972 - Rak (Charles Belmont)
- 1972 - Escape to the Sun (Menahem Golan)
- 1974 - Soft Beds, Hard Battles (Roy Boulting)
- 1974 - Alla mia cara mamma nel giorno del suo compleanno (Luciano Salce)
- 1975 - Eliza's Horoscope (Gordon Sheppard)
- 1976 - The Tenant (Le Locataire) (Roman Polanski)
- 1979 - Le Cavaleur (Philippe de Broca)
- 1979 - Les Égouts du paradis (José Giovanni)
- 1979 - Clair de femme (Costa-Gavras)
- 1980 - Tell Me a Riddle (Lee Grant)
- 1981 - Il turno (Tonino Cervi)
- 1988 - Some Girls (Michael Hoffman)
- 1994 - La Prossima volta il fuoco (Fabio Carpi)

## Prijs
- 1965 - Oscar voor beste vrouwelijke bijrol voor Zorba de Griek
- 1975 - Canadian Film Award voor beste vrouwelijke bijrol voor Eliza's Horoscope

- Biblioteca Nacional de España: XX1458847
- Bibliothèque nationale de France: cb13955331g (data)
- Gemeinsame Normdatei: 1061539539
- International Standard Name Identifier: 0000 0000 7825 0094
- Library of Congress Control Number: n84043617
- MusicBrainz: 8a09c70c-fe71-4c99-8882-1880f93c21eb
- Nationale Bibliotheek van Israël: 987007327423305171
- Nederlandse Thesaurus van Auteursnamen: 073150592
- SNAC: w6mh5jc1
- Système universitaire de documentation: 06030913X
- Union List of Artist Names: 500355493
- Virtual International Authority File: 70324645
- WorldCat: E39PBJfrHB9dbMX7wfRFCcxMT3